# کالج کنیون
کالج کنیون (به انگلیسی: Kenyon College) یک کالج در ایالات متحده آمریکا است که در گمبیر، اوهایو واقع شده‌است.